# Rừng ở Thổ Nhĩ Kỳ

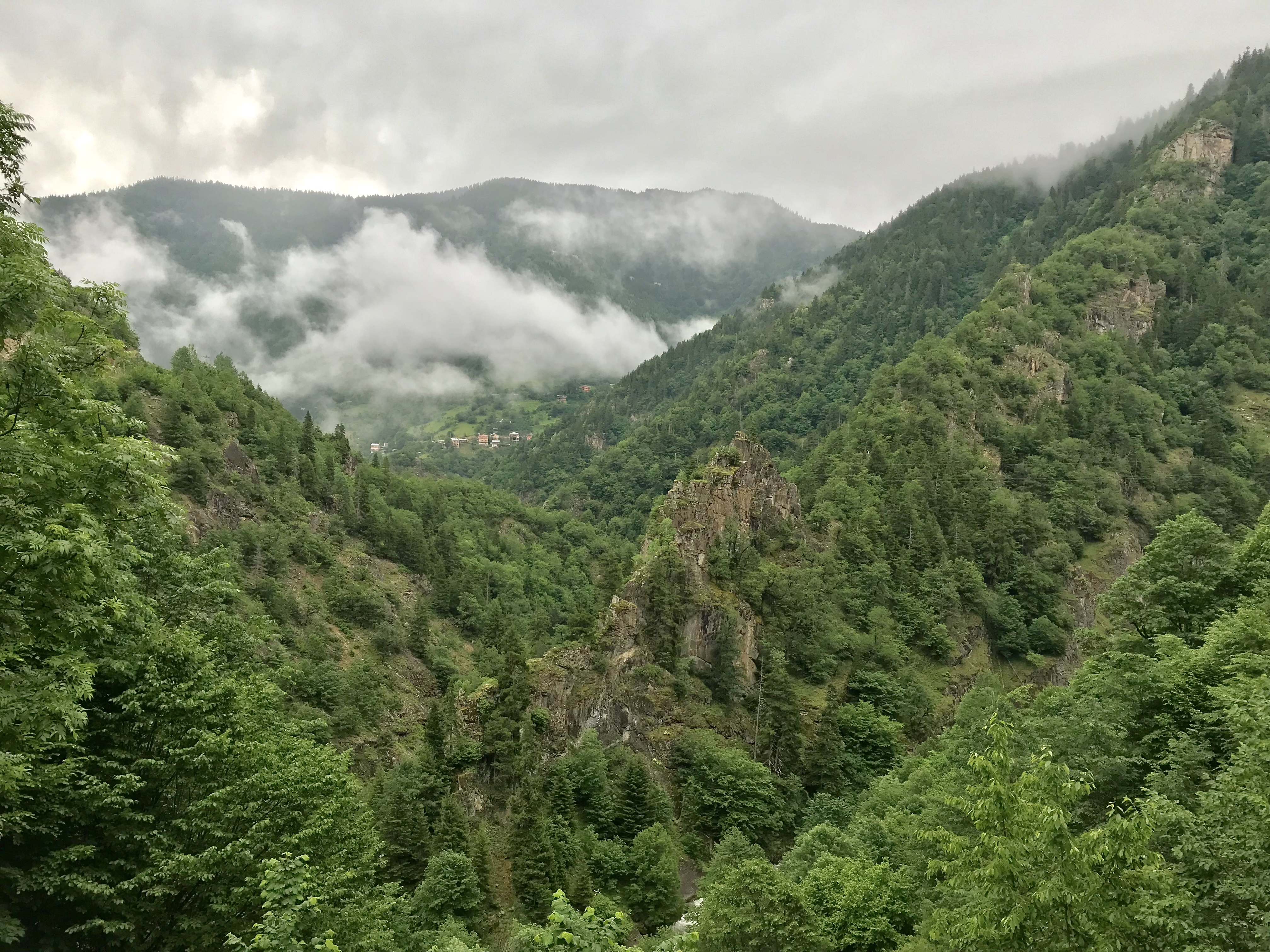
Rừng ở tỉnh Giresun của Thổ Nhĩ Kỳ.

Rừng ở Thổ Nhĩ Kỳ hiện nay chỉ bao phủ hơn một phần tư diện tích, nhưng vào khoảng 4000 năm trước đây thì chúng bao phủ hầu hết diện tích đất đai. Đất nước này đang tiến hành phục hồi rừng, đây là điều quan trọng đối với động vật hoang dã của Thổ Nhĩ Kỳ.

## Lịch sử
Hiện không rõ về mức độ che phủ của rừng trước khi nước Cộng hòa Thổ Nhĩ Kỳ thành lập vào năm 1923. Dự án trồng rừng quy mô lớn đầu tiên là vào năm 1939.

## Khí hậu và rừng
Rừng bao phủ 23 triệu ha trong tổng số 78 triệu ha đất đai của Thổ Nhĩ Kỳ, nhưng 3 triệu ha không cho năng suất (độ che phủ dưới 10%).:323 Hầu hết rừng thuộc sở hữu nhà nước do Tổng cục Lâm nghiệp thuộc Bộ Nông nghiệp và Lâm nghiệp quản lý. Hiến pháp Thổ Nhĩ Kỳ cấm rừng chuyển đổi sang hình thức khác từ sở hữu nhà nước; tuy nhiên, giấy phép trồng rừng tư nhân được cấp cho phép khu vực tư nhân được trồng rừng trên đất của nhà nước. Khu vực tư nhân trồng lại rừng khoảng gần 4.000 ha mỗi năm. 5% rừng là rừng ghép chồi và phần còn lại là rừng cây giống sẵn. Ngoài ra còn có 6 triệu ha rừng cây bụi Địa Trung Hải tập trung chủ yếu ở phía nam và phía tây lãnh thổ. Lượng mưa lớn ở khu vực phía đông Biển Đen thuận lợi cho rừng mưa ôn đới sinh trưởng. Hạn hán ở Thổ Nhĩ Kỳ là một mối đe dọa trực tiếp vì khuyến khích bọ vỏ cánh cứng sinh sôi.

## Ngành lâm sản
Có 22 triệu mét khối gỗ đã được thu hoạch vào năm 2019. Tạo nên lợi nhuận 20 triệu lira (3.500.000 USD) cho 765 gia đình vào năm 2019.

## Phân bố rừng
Một phần tư của đất đai thuộc Khu vực Biển Đen là rừng, và các khu vực khác có hơn 10% diện tích là rừng bao gồm Marmara, Aegea, Địa Trung Hải và Đông Anatolia.
Các loài phổ biến nhất là: tuyết tùng (2%), bách xù (3%), lãnh sam (3%), thông scotch (7%), cử (9%), thông (22%), sồi (24%) và thông đỏ (27% hay 5,9 triệu ha).
Hiện tượng cháy rừng ở Thổ Nhĩ Kỳ đang gia tăng ở một số vùng do tình trạng biến đổi khí hậu ở Thổ Nhĩ Kỳ.

## Lợi ích của rừng

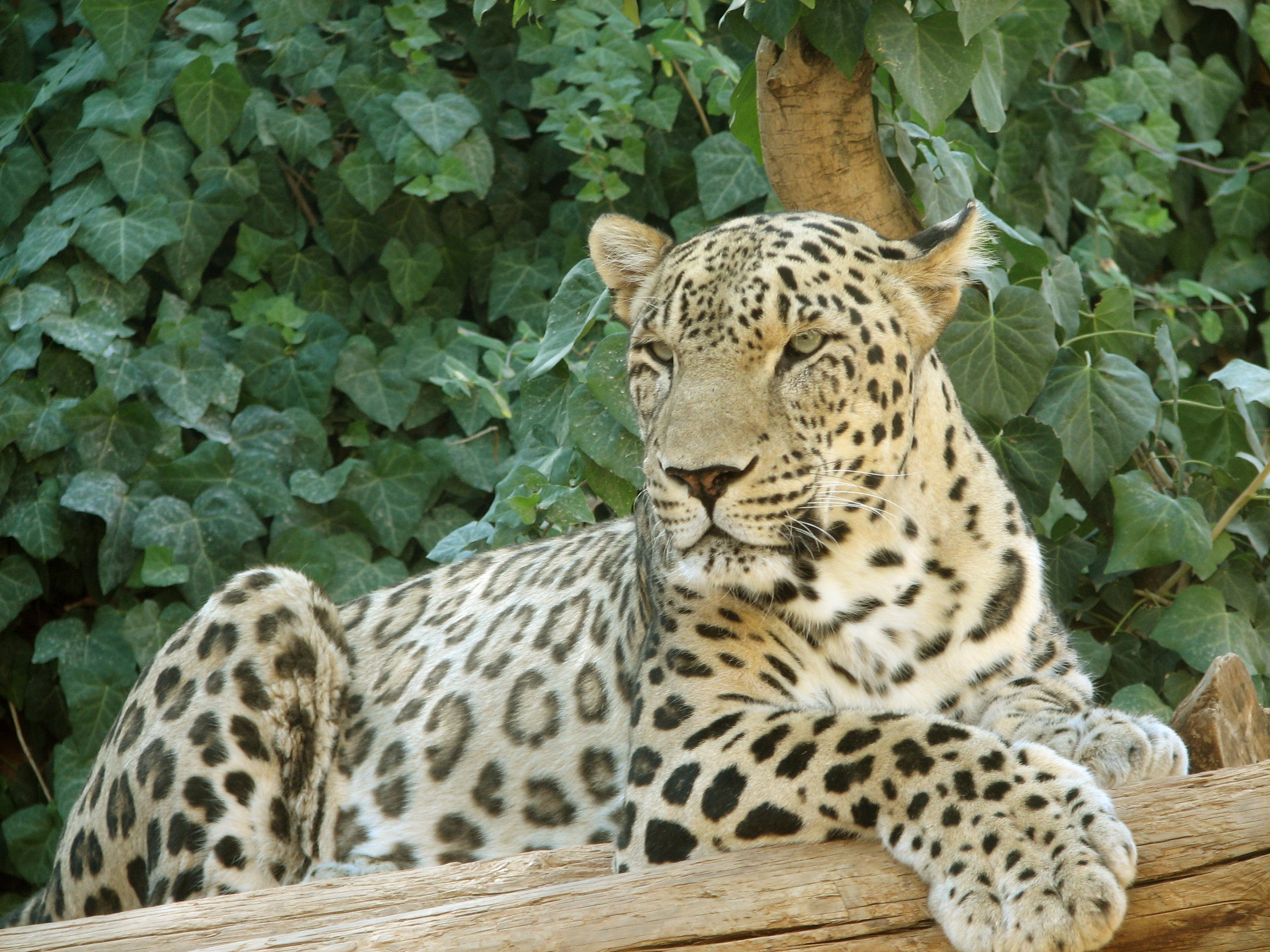
báo Anatolia

Hầu hết các khu rừng ở Thổ Nhĩ Kỳ là rừng tự nhiên và bán tự nhiên, tập trung ở vùng núi và có sự đa dạng sinh học, là nơi sinh sống của hầu hết các loài thực vật và động vật của Thổ Nhĩ Kỳ, bao gồm cả báo Anatolia. Rừng rụng lá phân bố dọc theo khu vực Biển Đen. Loại rừng này phân bố ở các vùng sinh thái khác nhau ở Thổ Nhĩ Kỳ, cụ thể là Irano-Turanion, Địa Trung Hải và Euro-Siberi, với khoảng 800 đơn vị phân loại thân gỗ. Các loài chủ yếu là thông Thổ Nhĩ Kỳ (Pinus brutia), thông đen (Pinus nigra), thông đỏ Châu Âu (Pinus silvestris), lãnh sam (Abies spp.), vân sam Đông phương (Picea orientalis), tuyết tùng Liban, bách xù (Juniperus spp.), thông đá (Pinus pinea), bách Địa Trung Hải (Cupressus sempervirens), thông Aleppo (Pinus halepensis), sồi phương Đông (Fagus orientalis), sồi (Quercus spp.), tống quán sủ (Alnus spp.), dẻ thơm (Castanea sativa), trăn (Carpinus betulus).
Hơn 20% diện tích rừng được Hội đồng quản lý rừng Thổ Nhĩ Kỳ chứng nhận và năm 2019 gỗ tròn đã được xuất khẩu nhiều hơn nhập khẩu.
Rừng là bể chứa carbon chính của đất nước, ở phía tây Thổ Nhĩ Kỳ dưới dạng sinh khối thay vì loại đất carbon hữu cơ, và ước tính rừng đã hấp thụ 84 triệu tấn trong tổng số 500 triệu tấn khí thải nhà kính của Thổ Nhĩ Kỳ vào năm 2019.:309 Tính đến năm 2016, chính phủ không có đủ chuyên môn để dễ dàng cấp phép tái trồng rừng carbon theo Cơ chế Phát triển Sạch.
Ngân hàng Thế giới cho biết, "Tăng độ che phủ rừng và cải thiện sinh khí của rừng có thể giúp chống xói mòn đất và lở đất và làm giảm tác động của lũ lụt."